# John Lawrence Reynolds
Pour les articles homonymes, voir John Reynolds et Reynolds.
John Lawrence Reynolds, né le 5 novembre 1939, est un écrivain canadien né à Hamilton en Ontario et diplômé de l'Université McMaster.
Il est deux fois lauréat du Prix Arthur-Ellis : en 1990, pour son premier roman The Man Who Murdered God et en 1994, pour son roman Gypsy Sins. En 2002, son livre Free Rider: How a Bay Street Whiz Kid Stole and Spent $20 Million a reçu le National Business Book Award ; une adaptation cinématographique de ce livre est en cours.
Son ouvrage Secret Societies : Inside the World's Most Notorious Organizations, publié en anglais en 2006, a été traduit et publié en français, en avril 2008, sous le titre Le monde des sociétés secrètes : Des druides à al-Qaida .

## Sources et notes
1. ↑  Arcade Publishing  (ISBN 1-55970-826-3)
2. ↑  Éditions Fides  (ISBN 978-2-7621-2804-8)